# Steatoda carbonaria minor
Steatoda carbonaria là một phân loài nhện trong họ Theridiidae.
Loài này thuộc chi Steatoda. Steatoda carbonaria minor được Eugène Simon miêu tả năm 1907.